# Museo archeologico virtuale
Il museo archeologico virtuale, conosciuto anche con l'acronimo di MAV, è un museo di tipo archeologico-virtuale, ubicato ad Ercolano, a pochi passi degli scavi archeologici, che racconta la vita delle città romane ai piedi del Vesuvio, poco prima dell'eruzione del 79: si tratta, nel suo genere, di uno dei più importanti al mondo.

## Storia e descrizione
La nascita del museo risale al 2003, quando venne firmato il protocollo d'intesa per il restauro dell'ex plesso scolastico Iaccarino, da destinare appunto a sede museale: i lavori iniziarono nel 2005 e la struttura venne inaugurata l'8 luglio 2008; con una superficie di circa cinquemila metri quadrati, suddivisa in tre livelli, nei primi due anni è stato visitato da oltre duecentomila visitatori, diventando il museo più visto della Campania, superando sia quello archeologico nazionale che quello di Capodimonte a Napoli.
L'obiettivo principale del museo è quello di far scoprire la realtà della vita quotidiana di tutte quelle città che sorgevano alle falde del Vesuvio e che furono distrutte dalla sua furia eruttiva nel 79: mancano al suo interno reperti, basando la visita esclusivamente mediante tecniche di ricostruzioni tridimensionali, effetti multisensoriali, libri virtuali, ologrammi e multiproiezioni sincronizzate, per un totale di settanta installazioni. Un tavolo interattivo, coadiuvato da suoni di voci e grida da mercato, illustra gli usi e costumi della popolazione ercolanense, mentre riproduzioni grafiche permettono di osservare la villa dei Papiri e la sua ricca biblioteca ed il Foro e la Schola Armaturarum di Pompei, ultima sala del museo ad essere inaugurata nel dicembre 2010. La ricostruzione del Teatro di Ercolano, ancora sepolto sotto una coltre di tufo ed esplorato tramite cunicoli in epoca borbonica, è affidata ad un video wall, un sistema audio ad alta definizione ed un modellino in scala 1:1000: le stesse tecniche vengono utilizzate anche per la ricostruzione delle terme; in un ambiente tridimensionale, chiamato cave, è possibile osservare la ricostruzione di case e giardini non solo di Pompei ed Ercolano, ma anche di Stabia, Baia e Capri. Il museo è dotato inoltre di una galleria, di circa millecinquecento metri quadrati, dove oltre allo svolgimento di mostre ed eventi, ospita anche una sala di proiezione con uno schermo di ventisei metri e tecnologia 3D, nella quale viene riprodotta l'eruzione del Vesuvio del 79, con l'aggiunta di una piattaforma vibrante per la simulazione di terremoti. La struttura si completa con un auditorium di trecento posti, dotato di uno schermo di dieci metri di lunghezza.